# Matthias Freivogel
Matthias Freivogel (* 23. März 1954, heimatberechtigt in Gelterkinden BL) ist ein Schweizer Politiker (SP). 

## Leben
Freivogel ist Jurist mit eigenem Anwaltsbüro. 
1975 trat Freivogel der SP bei. Von 1998 bis 2005 war er Präsident der SP des Kantons Schaffhausen. Seit 1989 sitzt er im kantonalen Parlament, das er 2007 präsidierte. Zeitweise war er Präsident der Ständigen Kommission des Kantonsrates für grenzüberschreitende Zusammenarbeit. 2011 kandidierte er für den Ständerat, unterlag aber im zweiten Wahlgang dem parteilosen Thomas Minder deutlich.
Freivogel ist Mitglied in diversen Organisationen wie z. B. dem Juristenverein, VCS oder dem WWF. 